# 717년

## 연호
- 당(唐) 개원(開元) 5년
- 일본(日本) 레이키(霊亀) 3년 / 요로(養老) 원년
- 발해(渤海) 천통(天統) 20년

## 기년
- 당(唐) 현종(玄宗) 6년
- 신라(新羅) 성덕왕(聖德王) 16년
- 발해(渤海) 고왕(高王) 19년